# Paraben propylu
Paraben propylu, propyloparaben – organiczny związek chemiczny z grupy parabenów, n-propylowy ester kwasu p-hydroksybenzoesowego. Występuje naturalnie w roślinach i owadach, do celów przemysłowych otrzymywany jest syntetycznie. Jest używany głównie jako konserwant w kosmetykach i lekach (do 0,02%) – stosowany w kosmetykach opartych na wodzie, takich jak kremy, szampony, płyny do kąpieli i w tuszach do rzęs. Był stosowany również jako dodatek do żywności (symbol E216; E217 w formie soli sodowej), jednak w 2006 roku został usunięty z europejskiego wykazu tych dodatków.

## Zagrożenia
Przeprowadzone w 1984 roku badania wykazały, że stosowanie kosmetyków zawierających mniej niż 25% parabenów jest bezpieczne. Na ogół zawartość parabenów mieści się w granicach 0,01–0,3%. Ostatnie badania (do roku 2008) wykazały, że parabeny mają zdolność przenikania przez skórę w postaci niezmienionej przez esterazy. Związki te są silnymi alergenami i mogą powodować ciężkie kontaktowe zapalenie skóry.
Parabeny wykazują aktywność zbliżoną do estrogenu, wykazują aktywność antagonistyczną do androgenów i blokują sulfotransferazy. W 2004 roku stwierdzono, że stężenie parabenów w tkankach raka piersi wynosi 20,6 ± 4,2 ng/g tkanki, przez co są podejrzewane o udział w tworzeniu się tego nowotworu. W badaniu przeprowadzonym w 2012 roku na grupie 160 osób wykazano, że stężenie propyloparabenu w tkankach raka piersi może wahać się w granicach 0–2052,7 ng/g tkanki.